# Jo, la bella irlandese
Jo, la bella irlandese (Jo, la belle irlandaise) è il nome di quattro dipinti a olio di Gustave Courbet realizzati fra il 1865 e il 1866. Sebbene si ignori la cronologia esatta dei quattro dipinti, oggi situati in vari musei del mondo, alcuni critici ritengono che la versione originale sia quella del Nationalmuseum di Stoccolma, mentre le altre sarebbero delle ripetizioni.

## Storia e descrizione
I dipinti vennero eseguiti durante un soggiorno dell'artista a Trouville, comune francese dove entrò in contatto con Joanna Hiffernan, amante dell'amico James Abbott McNeill Whistler e in seguito dello stesso Courbet, la quale accettò di posare per lui.
Jo, della quale è visibile il solo busto, volge lo sguardo verso sinistra, intenta a contemplare il proprio aspetto di fronte ad uno specchietto che regge con la mano sinistra. Viene ripresa mentre, con la mano destra, solleva una ciocca dei suoi voluminosi capelli rossi che fanno contrasto con la sua carnagione pallida. L'unico elemento che suggerisce la presenza di un ambiente è il ripiano con la tovaglia bianca su cui si appoggia la giovane donna.
| Misure (cm)  | Stato       | Città                  | Museo                      |
| ------------ | ----------- | ---------------------- | -------------------------- |
| 55.9 × 66    | Stati Uniti | New York               | Metropolitan Museum of Art |
|              | Svezia      | Stoccolma              | Nationalmuseum             |
| 54.31 × 63.5 | Stati Uniti | Kansas City (Missouri) | Museo Nelson-Atkins        |
|              | Svizzera    | Zurigo                 | Collezione privata         |